# Strandflate

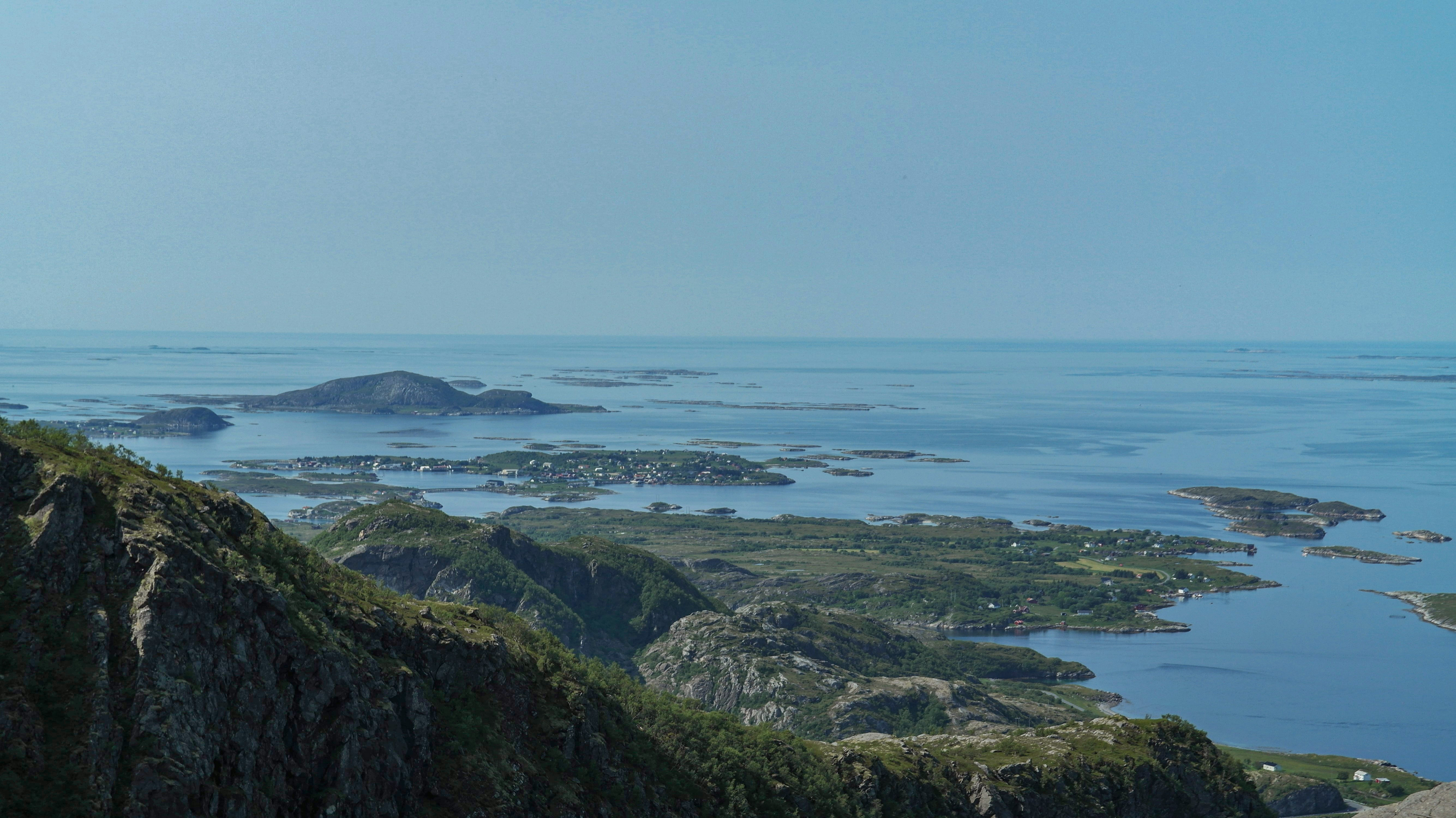
Strandflate i Herøy i norra Norge.

Strandflate (norska: strandflate) är en landform typisk för det norska kustlandskapet och består av flacka eller lätt kuperade erosionsytor som lutar ned mot havet och fortsätter under havsnivån. I Norge ger strandflaten plats för bosättningar och jordbruk och är därmed viktiga kulturlandskap. Strandflatens grunda och skyddade vattnen utgör värdefulla fiskeområden som är viktiga för de traditionella fiskesamhällens ekonomi. Utanför Norge finns det strandflate i andra områden på höga breddgrader som Antarktis, Alaska, Norra Kanada, norra Ryssland, Grönland, Svalbard, Skottland och Bohuslän i Sverige.
Vanligen gränsar strandflaten inlands med en skarp brytning i sluttningen som leder till bergsterräng eller högplatåer. Mot öppet hav slutar strandflaten vid undervattenssluttningar.
Beggreppet "strandflate" skapades 1894 av norska geologen Hans Reusch.